# Taruik Bukulai Kecil
Der Taruik Bukulai Kecil (deutsch „Kleiner Bukulai“) ist ein Hügel in Osttimor mit einer Höhe von 90 m. Er liegt an der Grenze zwischen der Aldeia Nu Badac (Sucos Batugade) und der Aldeia Caco (Suco Sanirin). Der Hügel befindet sich nordöstlich des Ortes Nu Badac, nahe der Küstenstraße und erhebt sich prominent aus der Küstenebene. Der Taruik Bukulai Besar („Großer Bukulai“, 120 m) liegt einen Kilometer südöstlich.